# Saint-Honoré (Isèra)
Saint-Honoré és un municipi francès situat al departament de la Isèra i a la regió d'Alvèrnia-Roine-Alps. L'any 2007 tenia 809 habitants.

## Demografia

### Població
El 2007 la població de fet de Saint-Honoré era de 809 persones. Hi havia 287 famílies de les quals 52 eren unipersonals (28 homes vivint sols i 24 dones vivint soles), 96 parelles sense fills, 119 parelles amb fills i 20 famílies monoparentals amb fills.
La població ha evolucionat segons el següent gràfic:
Habitants censats

### Habitatges
El 2007 hi havia 468 habitatges, 297 eren l'habitatge principal de la família, 164 eren segones residències i 8 estaven desocupats. 295 eren cases i 170 eren apartaments. Dels 297 habitatges principals, 209 estaven ocupats pels seus propietaris, 82 estaven llogats i ocupats pels llogaters i 6 estaven cedits a títol gratuït; 7 tenien una cambra, 15 en tenien dues, 34 en tenien tres, 73 en tenien quatre i 168 en tenien cinc o més. 254 habitatges disposaven pel capbaix d'una plaça de pàrquing. A 101 habitatges hi havia un automòbil i a 183 n'hi havia dos o més.

### Piràmide de població
La piràmide de població per edats i sexe el 2009 era:
| Homes | Edats   | Dones |
| ----- | ------- | ----- |
| 0     | 95 o +  | 0     |
| 0     | 90 a 94 | 0     |
| 4     | 85 a 89 | 0     |
| 0     | 80 a 84 | 8     |
| 4     | 75 a 79 | 12    |
| 0     | 70 a 74 | 8     |
| 24    | 65 a 69 | 8     |
| 12    | 60 a 64 | 12    |
| 12    | 55 a 59 | 24    |
| 32    | 50 a 54 | 20    |
| 48    | 45 a 49 | 32    |
| 32    | 40 a 44 | 44    |
| 20    | 35 a 39 | 28    |
| 36    | 30 a 34 | 24    |
| 28    | 25 a 29 | 28    |
| 20    | 20 a 24 | 12    |
| 28    | 15 a 19 | 16    |
| 24    | 10 a 14 | 48    |
| 24    | 5 a 9   | 32    |
| 24    | 0 a 4   | 16    |

## Economia
El 2007 la població en edat de treballar era de 550 persones, 377 eren actives i 173 eren inactives. De les 377 persones actives 357 estaven ocupades (194 homes i 163 dones) i 20 estaven aturades (11 homes i 9 dones). De les 173 persones inactives 63 estaven jubilades, 50 estaven estudiant i 60 estaven classificades com a «altres inactius».

### Ingressos
El 2009 a Saint-Honoré hi havia 303 unitats fiscals que integraven 838,5 persones, la mediana anual d'ingressos fiscals per persona era de 18.162 €.

### Activitats econòmiques
Dels 16 establiments que hi havia el 2007, 1 era d'una empresa de fabricació de material elèctric, 1 d'una empresa de fabricació d'altres productes industrials, 4 d'empreses de construcció, 1 d'una empresa immobiliària, 4 d'empreses de serveis, 2 d'entitats de l'administració pública i 3 d'empreses classificades com a «altres activitats de serveis».
Dels 6 establiments de servei als particulars que hi havia el 2009, 1 era un paleta, 1 lampisteria, 1 electricista, 2 perruqueries i 1 agència immobiliària.
L'any 2000 a Saint-Honoré hi havia 15 explotacions agrícoles que ocupaven un total de 552 hectàrees.

## Equipaments sanitaris i escolars
El 2009 hi havia 1 escola maternal i 1 escola elemental.

## Poblacions més properes
El següent diagrama mostra les poblacions més properes.